# Gherardo del Colle

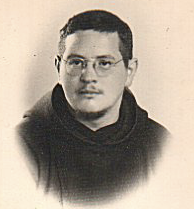
Gherardo del Colle

Gherardo del Colle, pseudonimo di padre Gherardo Paolo da Cesino, nato Paolo Repetto (Cesino, 26 febbraio 1920 – Pontedecimo, 20 marzo 1978), è stato un poeta, scrittore e francescano italiano.

## Biografia
Gherardo del Colle nasce a Cesino (Genova) il 26 febbraio 1920 da Giovanni e Rosa Repetto.
Entrò nel Seminario Serafico dell'Ordine dei frati minori cappuccini di Genova Campi, dove vestì l’abito religioso il 14 agosto 1935. Nel 1942 emise la professione religiosa solenne e fu ordinato sacerdote. Per circa trent’anni insegnò letteratura italiana nello Studio Filosofico dei Cappuccini di Savona. Svolse il suo ministero sacerdotale in diversi conventi della provincia ligure tra cui Pontedecimo, Madonna delle Grazie di Voltri, Varazze, Savona, Voltaggio e Genova San Bernardino. Fu inoltre cappellano dell’Ospedale San Martino di Genova.
Fu poeta, scrittore, professore di letteratura, autore teatrale, collaboratore di riviste letterarie e giornalista. Iniziò precocemente a scrivere poesie, che pubblicò nelle raccolte “Rosso di Sera” (1946), “Biancospino” (1957), “Sotto la Gronda” (1964), “L’Angelo dei Suburbi” (1971) e “Poesie 1937-1970” (1975). Scrisse inoltre testi teatrali in lingua italiana e ligure. Svolse attività giornalistica collaborando con L'Osservatore Romano, per il quale pubblicò oltre 120 articoli su temi di etica e critica letteraria, e con i quotidiani genovesi Il Cittadino e Il Corriere Mercantile. Scrisse anche i testi di strisce illustrate per bambini pubblicate sulla rivista Lo Scolaro.
Fu amico e corrispondente dei poeti Giorgio Caproni e Angelo Barile, oltre che di numerosi intellettuali italiani fra i quali Salvatore Quasimodo, Ettore Serra ed Eugenio Montale.
Morì presso l’Ospedale Andrea Gallino di Genova Pontedecimo il 20 marzo 1978.
A lui è dedicata la passerella sul torrente Polcevera prospiciente al convento di Genova Pontedecimo.

## La poetica e lo stile
La poetica di Gherardo Del Colle si distingue per la sua complessità e profondità, non limitandosi a temi religiosi ma abbracciando anche questioni sociali e contemporanee. In alcuni suoi testi emerge un forte senso di sdegno e pietà, mentre altri esprimono rabbia e sgomento per l’odio e la malvagità della società moderna. Del Colle è particolarmente apprezzato per la sua capacità di celebrare la vita in tutte le sue sfaccettature, dalle gioie alle tristezze, con sincerità e genuinità. Le sue poesie, che spaziano dalla lode a Dio alla riflessione interiore e alla sofferenza per gli eventi del mondo, sono tutte caratterizzate da un rigoroso approccio stilistico.
Nella sua drammaturgia sia in lingua italiana che in lingua ligure, si ispira in modo originale a Achille Campanile e al primo Eugene Ionesco. Da loro prende vari elementi: umorismo verbale unico, trame paradossali, azioni condensate, situazioni illogiche e personaggi divertenti. I riferimenti a Campanile si vedono nell’ironia futurista, nelle gag brevi e nella parodia della conversazione quotidiana. Le battute di Campanile e Ionesco sono simili a quelle di Del Colle. Il teatro di Del Colle è caratterizzato da nonsense, giochi di parole, paradossi, umorismo raffinato e battute eleganti.

## Opere
Una parziale lista cronologica delle opere di Gherardo del Colle comprende:
- Nelle strade dei bimbi: (1938-1941), Genova, 1942.
- Rosso di sera, Genova, Del Gallo, 1946.
- All'affanno del tempo: liriche, confidenziale di Gherardo del Colle, Bergamo, Baldamenti, 1952 (con Dino Carlesi).
- L' anello di santa Caterina: azione sacra in tre parti, Varazze, 1957.
- Biancospino, Vicenza, La Locusta, 1957.
- Lauda natalizia del 1600, a cura di Gherardo Del Colle, disegno di Gisberto Ceracchini, S.l., 1960.
- Peccóu veniale: (lamenti, pentimenti e patimenti, cômme commenti e cômme avvertimenti ä vitta spirituale di Conventi), Voltri, s.n., 1962.
- Critica, Liguria, 1964.
- Sotto la gronda, Vicenza, La locusta, 1965.
- Corso speciale, Liguria, 1966.
- La poesia russa del Novecento, le traduzioni, ove non si dica altrimenti, sono di Angelo Maria Ripellino, Savona, 1966-1967.
- Schediario (serie 1-5), Savona, 1967.
- Peccóu veniale, oscïa Lamenti, pentimenti e patimenti comme commenti e comme avvertimenti ä vitta spirituale di conventi; tersa ristampa (e sempre fâeta a man]) però co-e novitâe di disegni de Luiggi Caldanzan e d'ûn Dixzionäietto ch'o fa capî con ciû facilitâe e parolle de questo pöemetto, Savona, 1967.
- Guanciali e testoline (noterelle di un cappellano d'ospedale), Genova-Sampierdarena, Scuola Grafica Don Bosco, 1968.
- Peccou veniale: (lamenti, pentimenti e patimenti comme commenti e comme avvertimenti a vita spirituale di Conventi), con traduzione di Paolo Repetto; e disegni di Beppe Dellepiane, Genova, s.n., 1968.
- Il problema del rapporto fra l'Uomo e Dio in Jean-Paul Sartre e Gabriel Marcel, Sestri-Savona, s.n., 1968-1969.
- Bansighae da l'aexïa, Roma, Dell'Arco, 1970 (con Vito Elio Petrucci).
- L' angelo dei suburbi, Vico Equense, Isola d'oro, 1971.
- A foa do bestento..., Pisa, C. Cursi, 1971.
- l rapporto fra l'Uomo e Dio in Jean-Paul Sartre in Commentario Laurentianum, 12 (1971), Roma, 1971.
- Il rapporto fra Uomo e Dio in Gabriel Marcel in Commentario Laurentianum, 4 (1973), Roma, 1973.
- Diario di Lourdes, Vicenza, La Locusta, 1973. (con Primo Mazzolari).
- I crucci del critico, Genova, 1975.
- La Liguria cappuccina, Savona, 1975.
- Poesie: 1937-1970, Genova, 1975.
- Diario di un fraticello sacrestano: (agosto 1954-settembre 1955), i disegni sono del pittore Giacomo Linari, Sarzana, Carpena, 1976.
- Frate Jacopa in un epicedio serafico di Bruno Bruni in L'Italia Francescana, 52 (1977), Roma, 1977.
- Costituzioni d'Albacina e rilievi linguistico-stilistici in L'Italia Francescana, 53 (1978), Roma, 1978.
- Liguria cappuccina: poesie giocose, 1978.
- Vespertina oratio, Genova, 1979.

## Archivio
L'archivio di Gherardo del Colle consiste in 65 unità archivistiche depositate presso l'Archivio storico dei Cappuccini di Genova. La documentazione comprende poesie, saggi critici di letteratura, manoscritti e bozze di articoli destinati alla pubblicazione, dispense di letteratura per lo studio di filosofia, copioni di opere teatrali, testi di conferenze, articoli pubblicati su quotidiani e riviste, articoli di argomento letterario di vari autori tratti da quotidiani, corrispondenza in arrivo e in partenza con poeti (Barile, Caproni, Quasimodo ed altri), con editori, critici letterari, confratelli e amici e infine una raccolta di prediche e discorsi per esercizi spirituali. Sono presenti inoltre articoli in memoria pubblicati dopo la sua morte, fotografie, un'audiocassetta con registrazione di una Messa e un CD con trascrizione di alcune opere o di articoli a lui dedicati. Il fondo è organizzato nelle seguenti serie: "Studi, poesie, articoli, opere teatrali", "Corrispondenza" e "Prediche ed esercizi spirituali".